# Virgin Orbit
Virgin Orbit war ein US-amerikanisches Raumfahrtunternehmen und Teil der britischen Virgin Group. Das Unternehmen entwickelte und betrieb die flugzeuggestützte Trägerrakete LauncherOne. 

## Geschichte
Virgin Orbit wurde 2017 gegründet, um die Entwicklung der flugzeuggestützten Trägerrakete LauncherOne von den Weltraumtourismus-Aktivitäten des Konzerns zu trennen, die bei der Schwestergesellschaft Virgin Galactic liegen. Mit dem LauncherOne sollten Starts für Kleinsatelliten angeboten werden. Geleitet wurde das Unternehmen mit seinen etwa 300 Mitarbeitern (Stand 2018) von Dan Hart, dem früheren Vice President of Government Satellite Systems bei Boeing.
Nach einem Fehlschlag im Mai 2020 gelang am 17. Januar 2021 erstmals ein erfolgreicher Start der Rakete. Nach dem gescheiterten sechsten Start im Januar 2023 wurde der Geschäftsbetrieb ab Mitte März 2023 ausgesetzt, um neue Finanzierungsquellen zu suchen. Das Unternehmen hatte bis dahin nur Verluste erwirtschaftet.
Es gab zunächst die Hoffnung, 200 Mio. US-Dollar an frischem Kapital einzuwerben.
Im April 2023 beantragte Virgin Orbit Holdings jedoch ein Insolvenzverfahren nach Chapter 11.
Im Mai 2023 wurde bekannt gegeben, dass das Unternehmen nach dem Verkauf der Firmenanlagen und Vermögenswerte seine Tätigkeit einstellen wird. Das Boeing-747-Trägerflugzeug Cosmic Girl und alle zugehörigen Teile gingen für 17 Millionen US-Dollar an Stratolaunch Systems, die Anlagen zur Herstellung der Trägerrakete Launcher One in Kalifornien wurden für rund 16 Millionen US-Dollar an Rocket Lab verkauft. Der Flugzeughangar und die Testanlagen im Mojave Spaceport wurden für knapp 3 Millionen US-Dollar an die Firma Launcher Space verkauft, die ein Raketentriebwerk und Satellitentechnik entwickelt.

## Flugsysteme

### LauncherOne

Der LauncherOne

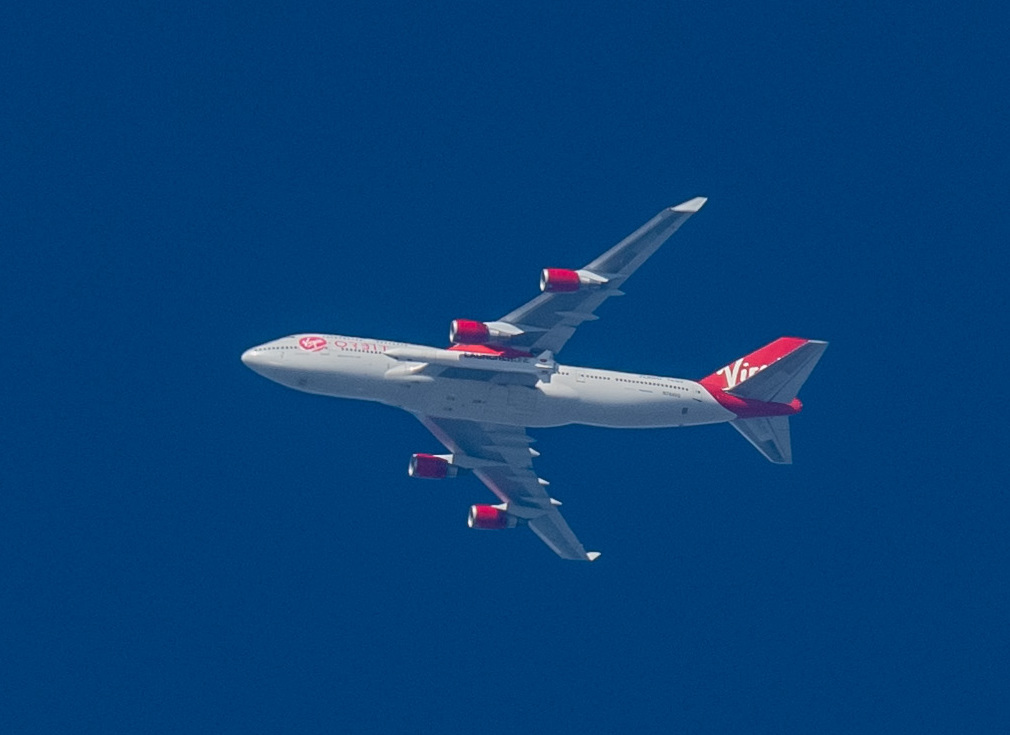
Flugzeug Cosmic Girl mit LauncherOne am 17. Januar 2021 vor dem Raketenstart

Der LauncherOne war eine zweistufige Trägerrakete, die vom Trägerflugzeug Cosmic Girl aus gestartet wurde. Dieses Konzept wird Air-launch-to-orbit ATOL genannt. Das Newton-Three-Triebwerk der Erststufe verwendete Flüssigsauerstoff als Oxidator und RP-1 als Treibstoff und hatte einen Schub von 327 kN. Damit konnten nach Herstellerangaben bis zu 500 kg schwere Nutzlasten in eine niedrige Erdumlaufbahn (LEO) oder 300 kg in einen sonnensynchronen Orbit gebracht werden.
Entwicklungsziele waren vor allem eine hohe Flexibilität und ein niedriger Startpreis. Gewährleisten sollte dies der Einsatz von einfacher und damit verlässlicher Technologie sowie dem Start von einem Flugzeug aus. Der Startpreis sollte bei etwa 12 Millionen US-Dollar liegen. Der erste erfolgreiche Start der Rakete fand im Januar 2021 im Auftrag der NASA statt.
Ende Juni 2021 erfolgte die erste kommerzielle Mission mit dem erfolgreichen Aussetzen von sieben Satelliten. Im Januar 2023 scheiterte der Versuch, mit dem LauncherOne erstmals vom Vereinigten Königreich aus Satelliten in eine Erdumlaufbahn zu bringen.

### Cosmic Girl
Die Cosmic Girl war das Trägerflugzeug für den LauncherOne. Dabei handelte es sich um eine Boeing 747-400, unter deren linken Flügel die Rakete befestigt wurde. Bis zum Oktober 2015 war die Cosmic Girl als Linienflugzeug für Virgin Atlantic im Dienst gewesen, bis sie für den Transport der Raketen umgebaut wurde. Das Flugzeug stieg in eine Höhe von etwa 10,7 Kilometern und warf dort die Rakete ab.

## Standorte
In Long Beach, Kalifornien war das Hauptquartier von Virgin Orbit beheimatet. Die 16.700 m2 große Halle diente gleichzeitig als Fabrik und Konstruktionsbüro. So sollten Entwicklung und Produktion eng verzahnt werden.
In Mojave, Kalifornien befanden sich mehrere Prüfstände von Virgin Orbit. Dort wurden unter anderem die Triebwerke und Treibstofftanks des LauncherOne getestet.
Der Mojave Air & Space Port diente als Hauptstartplatz für Cosmic Girl. Überwacht und koordiniert wurden die Starts von Long Beach aus.

## Vertrieb
Für US-Behörden und Verbündete, deren Satelliten der Geheimhaltung unterlagen, wurde der LauncherOne von dem 100-prozentigen Tochterunternehmen VOX Space vermarktet.
Geleitet wurde VOX Space von Mandy Vaughn, der vorherigen Direktorin für Geschäftsentwicklung bei Virgin Orbit.